# Jason Lewis
 (avril 2016).
Si vous disposez d'ouvrages ou d'articles de référence ou si vous connaissez des sites web de qualité traitant du thème abordé ici, merci de compléter l'article en donnant les références utiles à sa vérifiabilité et en les liant à la section « Notes et références ».
Jason Lewis (né le 25 juin 1971) est un acteur américain et un ancien mannequin. Il est apparu sur la couverture de mai 2008 du magazine Men's Fitness.

## Filmographie partielle

### Cinéma
- 1998 : Et plus si affinités (Next Stop Wonderland) de Brad Anderson : Rory
- 1999 : Kimberly de Frederic Golchan : Scott
- 2000 : La princesse et le capitaine (The king's guards) de Jonathan Tydor : William
- 2001 : The Elitede Terry Cunningham : Jason
- 2004 : The Vision de Jacqueline Lesko : Blake (court métrage)
- 2005 : The Jacket de John Maybury : Officier Harrison
- 2005 : My Bollywood Bride de Rajeev Virani : Alex Kincade
- 2007 : Lucifer de Jacqueline Lesko : Lucifer (court métrage)
- 2007 : Mr. Brooks de Bruce A. Evans : Jesse Vialo
- 2007 : The Death and Life of Bobby Z de John Herzfeld : Bobby Z
- 2007 : Deadbox de Robert Archer Lynn : Aaron
- 2008 : The Attic de Mary Lambert : John Trevor
- 2008 : Sex and the City, le film (Sex and the City) : Jerry Jerrod, dit Smith Jerrod
- 2010 : Sex and the City 2 (Sex and the city 2) : Jerry Jerrod, dit Smith Jerrod
- 2011 : Textuality de Warren P. Sonoda : Breslin
- 2013 : The Pardon de Tom Anton : Cowboy
- 2015 : Isolated Victim de Ramses Jimenez : Armand Langberg
- 2015 : Palm Swings de Sean Hoessli : Lance
- 2018 : Patrick de Mandie Fletcher : Geoff

### Télévision
- 1997 : Beverly Hills 90210 (Série TV) : Rob Andrews (4 épisodes)
- 2003 : Les Experts : Miami (Série TV) : Jimmy Hutton (saison 2 épisode 7)
- 2004 : Sex and the City (Série TV) : Jerry Jerrod, dit Smith Jerrod (16 épisodes)
- 2005 : Charmed (Série TV) : Dex Lawson (six épisodes, saison 8)
- 2006 : Le Bal de fin d'année (For One Night) (TV) : Mark Manning
- 2007 : Brothers & Sisters, saison 1 . le rôle d'une vedette de soap-opera, homo qui n'a pas fait son coming-out.
- 2008 : Dr House (série télévisée) : Evan Greer/Dr. Brock Sterling (saison 4 épisode 14 Pour l'amour du soap)
- 2008 : Les Experts (série télévisée) : Craig Hess (1 épisode)
- 2009 : The Eastmans (TV) : Rick Green
- 2009 : Hantée par le passé (Tribute) (TV) : Ford Sawyer
- 2009 : So che ritornerai (TV)
- 2010 : How I Met Your Mother (Série TV) : Tony (1 épisode)
- 2011 : Love Bites (Série TV) : Unaired Pilot (1 épisode)
- 2012 : Watson & Oliver (Série TV) : Various (1 épisode)
- 2013 : Hit the Floor (Série TV) : Benny (1 épisode)
- 2013 : Lehiyot Ita (Série TV) : Pete Howens (2 épisodes)
- 2014 : The After (TV) : Le mari de Gigi
- 2015 :  Les Enfants du péché : Secrets de famille (TV) : Christopher Dollanganger
- 2015 : Les Enfants du péché : Les Racines du mal (TV) : Christopher Sheffield/Dollanganger
- 2017 : Midnight, Texas (TV) : Joe Strong